# 米爾沃爾
米爾沃爾（Millwall）是倫敦的一個地區，位於道格斯島的南側，在行政區劃上屬於哈姆雷特塔倫敦自治市。2011年，米爾沃爾有人口23,084人。米爾沃爾足球俱樂部就是成立於這裡並因此得名。這裡還有米爾沃爾橄欖球俱樂部。米爾沃爾在1965年被劃入大倫敦。